# Emil Theodor Mankell
Emil Theodor Mankell, född 31 juli 1834 i Karlskrona, död 9 april 1899 i Härnösand, var en svensk teckningslärare, konstnär och tecknare.

## Biografi
Emil Theodor Mankell var son till musikdirektören Johann Hermann Mankell och Johanna Maria Keyser och gift första gången med Sofia Amalia Hæggström och andra gången med Sara Elisabet Svartengren. Han var bror till Abraham Mankell. Han studerade vid Konstakademien i Stockholm 1854 och 1959–1860. Han anställdes som gymnastik- och teckningslärare i Härnösand 1860. Bland hans bevarade arbeten märks en serie teckningar som skildrar branden i Härnösand 1877. Mankell var huvudsakligen verksam som landskapsmålare.